# HD 190250
HD 190250 är en stjärna i stjärnbilden Lilla björnen.  Den misstänktes länge vara variabel och fick medan den fortfarande räknades till stjärnbilden Cepheus beteckningen R Cephei. När den flyttades till Lilla björnen fick den variabelbeteckningen UZ Ursae Minoris. Sedan dess har mätningar visat att den inte är variabel, varför den numera oftast har namnet HD 190250.